# Xenochrophis cerasogaster
Xenochrophis cerasogaster là một loài rắn trong họ Rắn nước. Loài này được Cantor mô tả khoa học đầu tiên năm 1839.

## Hình ảnh

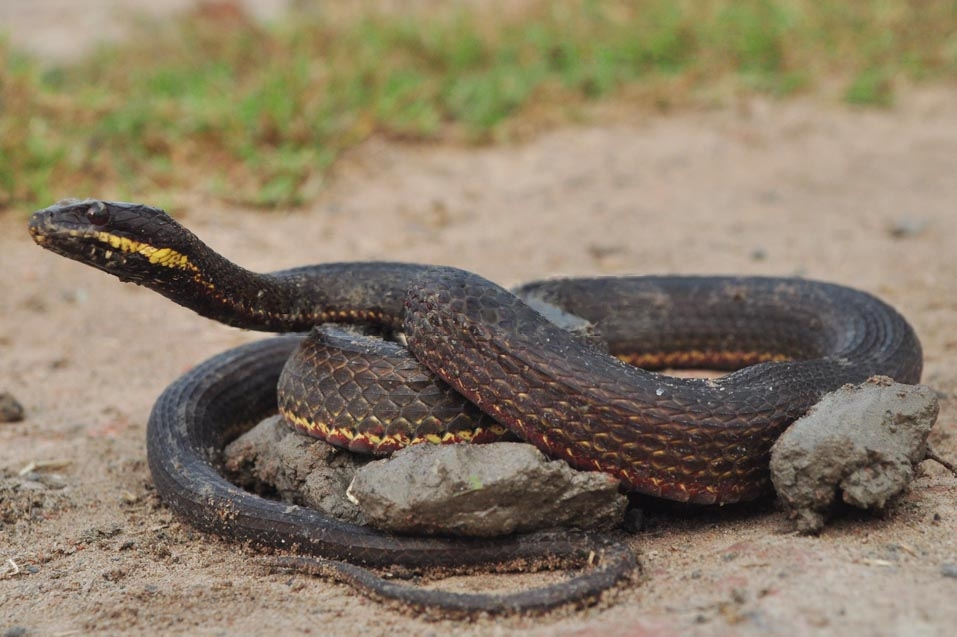
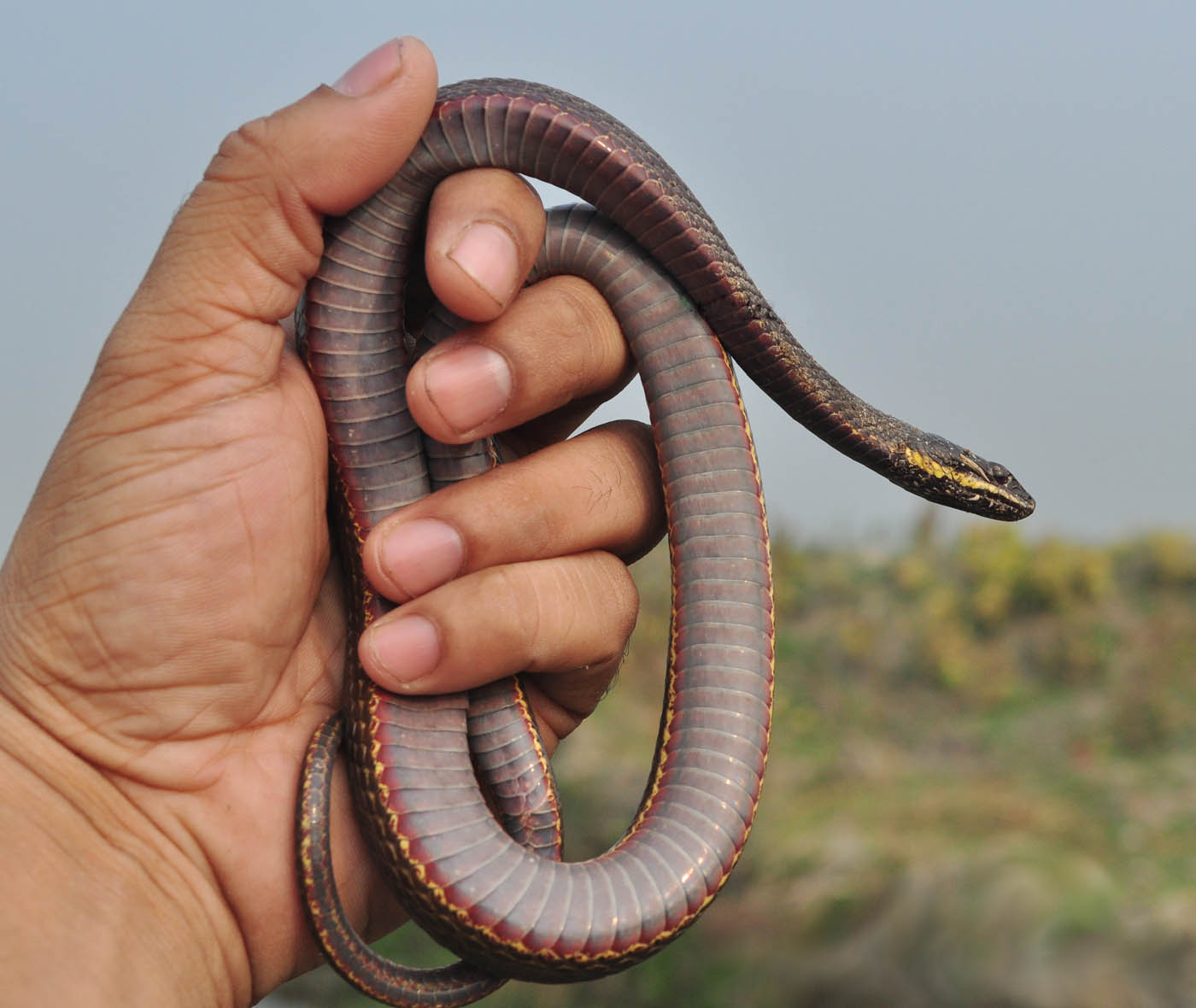
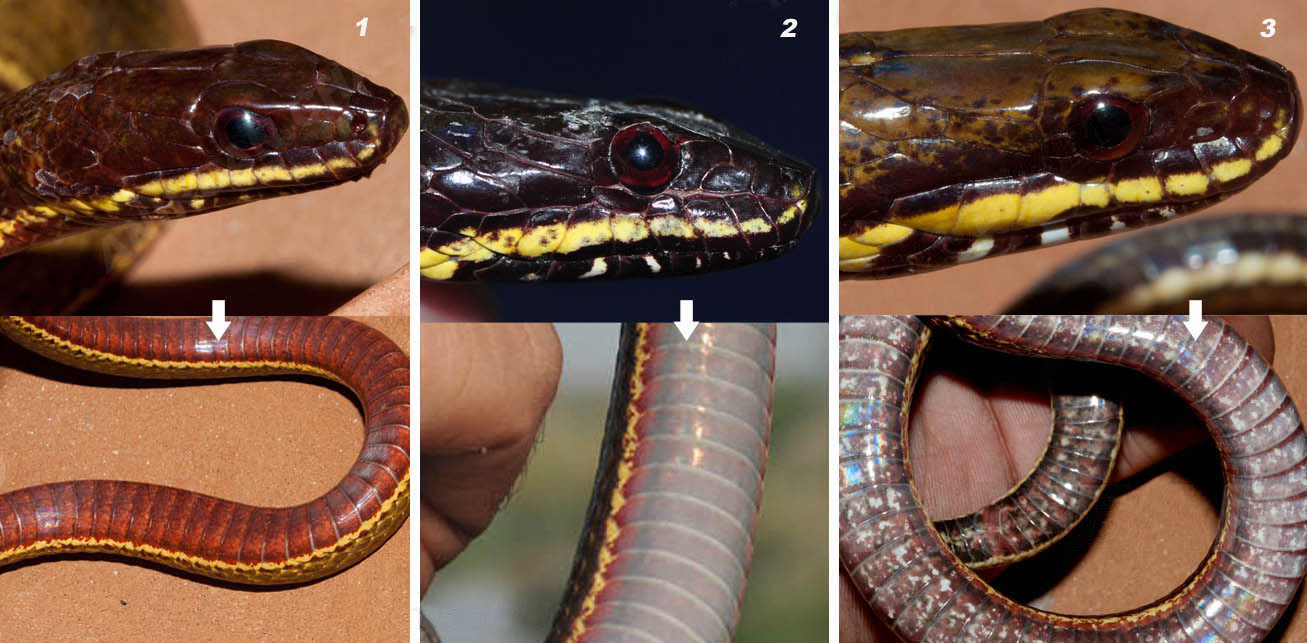
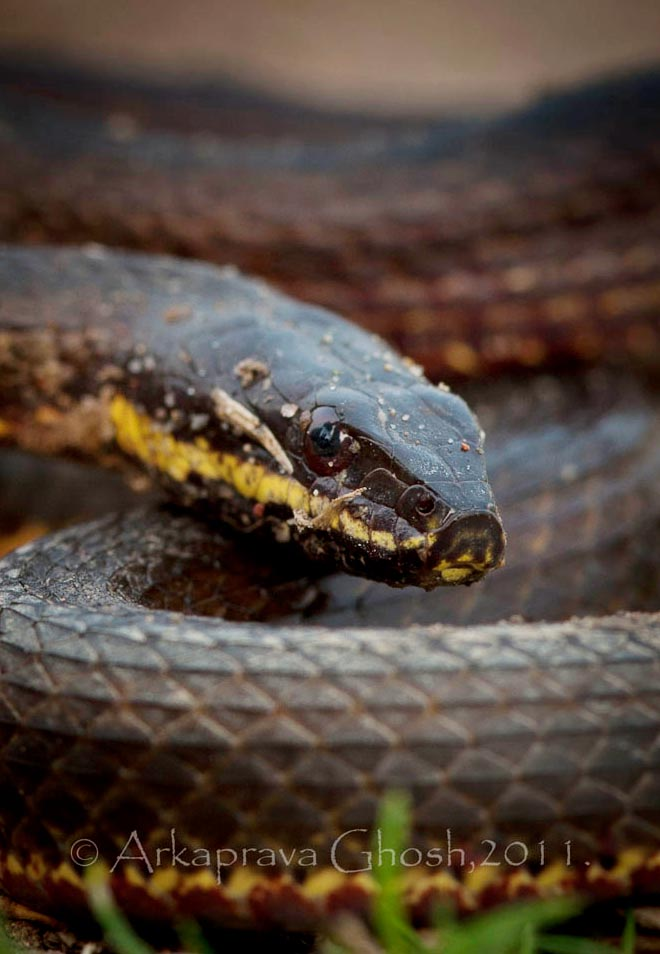
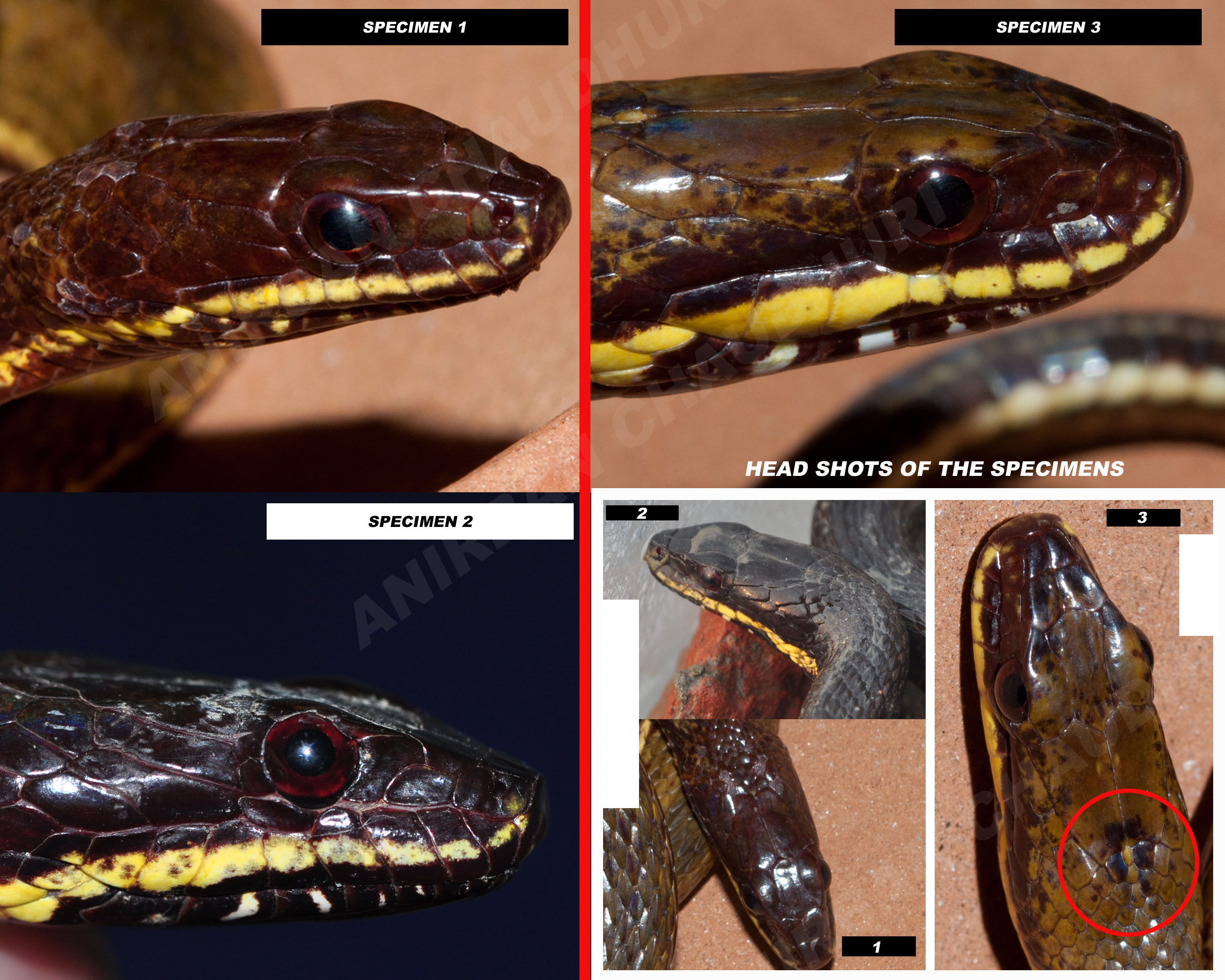